# Revocation
Revocation ist eine Extreme-Metal-Band aus Boston, Massachusetts (USA). Die Band wurde im Jahre 2000 von dem Gitarristen und Sänger David Davidson, dem Bassisten und Sänger Anthony Buda sowie dem Schlagzeuger Phil Dubois-Coyne gegründet. Ursprünglich nannte sich die Band Cryptic Warning, änderte jedoch 2006 ihren Namen. Sie veröffentlichten bislang acht Studioalben und stehen bei Metal Blade Records unter Vertrag.

## Geschichte
2000 gründeten David Davidson, Phil Dubois-Coyne und Anthony Buda die Band Cryptic Warning, welche stark von Guns n’ Roses und Metallica beeinflusst war. Sie nahmen 2002 die erste Demo auf und spielten erste Konzerte in Boston und auch außerhalb von Massachusetts. Eine zweite Demo Internally Reviled wurde 2004 aufgenommen. 2005 nahm Cryptic Warning ihr Debütalbum Sanity’s Aberration auf, die Qualität dieser Aufnahme war jedoch noch nicht sehr gut. Sich an diese Aufnahmen erinnernd sagte Davidson: „Wir nahmen dieses Album nicht mit jemanden auf, der Metal mochte, also haben wir auch nicht den Sound erhalten, den wir wollten. Die größte Referenz in der Diskografie unseres Produzenten war The Cult. Viele unsere Fans lieben diese Aufnahmen - unsere Old-School-Fans, die immer bei unseren Shows sind - aber wir waren mit der Produktion dieser Aufnahme eigentlich nicht zufrieden. Es fühlte sich wie ein Fehler an.“
Die Band entschied sich 2006 ihren Namen in Revocation zu ändern; Davidson dazu: „Ich denke, wenn man es genauer betrachtet, haben wir mit Cryptic Warning viele Fehler gemacht. Wir waren jünger und wir wussten nicht wirklich, was wir da machen, also war Revocation wie ein Neuanfang und wir konnten unsere alten Fehler begleichen.“ Nach einer Änderung der Produktionsleitung nahmen Revocation eine Demo mit drei Liedern namens Summon the Spawn auf und 2008 gingen sie zurück ins Studio und nahmen ihr erstes Studioalbum Empire of the Obscene auf. Das Album wurde ohne die Hilfe eines Labels veröffentlicht, und die Band finanzierte zudem ihre eigene Tour selbst, was das Interesse von verschiedenen Labels weckte. Revocation unterschrieb einen Vertrag bei Relapse Records.
Die Band spielte einige regionale Konzerte, bevor sie das zweite Album Existence Is Futile aufnahmen, das am 29. September 2009 veröffentlicht wurde. Das Album wurde von Allmusic „als eines der besten reinen Metal-Alben 2009“ bezeichnet, während das Spin-Magazin Revocation als eine der Bands nannte, auf der man 2010 ein Auge haben sollte. Im Oktober 2009 spielte die Band bei dem CMJ Music Marathon.
2012 entschied sich Gründungsmitglied Anthony Buda die Band zu verlassen, um sich neuen Projekten zu widmen. Sein Nachfolger in der Band ist Brett Bamberger.

## Stil, Einfluss und Rezeption
Die Musik von Revocation wurde von Journalisten als Fusion von Technical Death Metal und Thrash Metal beschrieben. Charakteristisch für die Band sei "das komplexe Zwischenspiel von Gitarre und Bass" mit dissonanten Riffs, Bass-Breaks und Shredding Gitarrensoli gepaart mit einem "galoppierenden" Doublebass. Auch charakteristisch ist eine Geschwindigkeit, die sonst im Death Metal üblich ist, Hard-Rock-Breakdowns und Grooves. Der Gesang reicht von Death-Growls bis zu Grindcore-Screams, jedoch sei es "immer noch als menschliche Stimme zu erkennen".
Musikkritiker zeigen auf, dass der Stil von Gitarrist Davidson ein wichtiger Aspekt für den Sound von Revocation sei. Das Exclaim!-Magazin beschrieb das gewandte Gitarrenspiel von Davidson folgendermaßen: "Normalerweise sind die meisten Bands mit mechanischem Flair und überdrehten Soli gerade mal drei Sekunden interessant. Das ist so lange, wie man braucht zu verstehen, dass irgendein Gitarrist die Band dominiert, der seine Jugend mit Masturbation verbrachte, anstatt etwas mit anderen zu unternehmen und jetzt benutzt er sein Talent um andere Gitarristen (deren Gitarren sechs Saiten haben) zu beeindrucken." Davidson entwickelte seine Spieltechnik, indem er auf das Berklee College of Music ging, wo er sich auf Polyrhythmik für Jazz spezialisierte. Dies brachte ihm Kompetenz im Spielen und Songwriting, während "einige atonale Aspekte des Jazz ihm eine andere Perspektive auf das Komponieren und die Gitarrensoli gab."
Davidson nennt Slash, Dimebag Darrell, und Marty Friedman als seine wesentlichen Einflüsse. Laut Davidson habe die Band eine große Bandbreite an Einflüssen, bestehend aus Bands wie Exhorder, Dark Angel, Megadeth, Pestilence, Atheist, Gorguts, Forbidden, Spastic Ink, Martyr, und Exodus.
In Bezug auf den Rhythmus der Band sind Kritiker geteilter Meinung; während laut About.com Buda und Dubois-Coyne "ihre eigene brutale Marke von in Sekundenschnelle zum Stehen kommender Präzision spielen, die mit einer erbarmungslosen Intensität kombiniert wird", das Decibel-Magazin meinte zu Davidsons Soli, dass "der Rest der Band darin versagt dies zu kompensieren." Im Gegensatz zu diesen Meinungen, meint Allmusic: "Das vielleicht erstaunlichste an Revocation ist wohl, dass sie ein Trio sind."

## Diskografie
Alben
- 2008: Empire of the Obscene
- 2009: Existence Is Futile
- 2011: Chaos of Forms
- 2013: Revocation
- 2014: Deathless
- 2016: Great Is Our Sin
- 2018: The Outer Ones
- 2022: Netherheaven

EPs
- 2006: Summon the Spawn
- 2012: Teratogenesis